# Siyaqut
Siyaqut è un comune dell'Azerbaigian situato nel distretto di Şərur.